# 中共中央秘书长
中国共产党中央委员会秘书长，简称“中共中央秘书长”，是中国共产党曾经设立的高级领导职务，协助处理中共中央的日常工作。秘书长在中共建党初期已经设立，但由于长征和国共内战时期资料散佚，早期秘书长的记载不齐全。中国共产党第二代领导人邓小平在早年间曾经三任中央秘书长一职。
秘书长的职务曾经在1956年至1966年和1980年至1982年期间改称总书记，当时中共实行党主席负责制，中共中央主要负责人为中央委员会主席，总书记协助党中央主席和副主席处理中央工作。邓小平和胡耀邦分别在毛泽东和华国锋担任中共中央主席期间先后出任中央秘书长和总书记。

## 历任秘书长
| 姓名   | 任期开始       | 任期结束      | 党内职务                               |
| ------ | -------------- | ------------- | -------------------------------------- |
| 毛泽东 | 1923年6月      |               | 中共中央秘书                           |
| 毛泽东 | 1925年1月      |               | 中共中央秘书部负责人                   |
| 王若飞 | 1926年7月      | 1927年4月     | 中共中央秘书长，未设中共中央秘书处处长 |
| 李维汉 | 1927年4月      |               | 中共中央秘书长，未到任                 |
| 陈独秀 | 1927年4月      |               | 总书记代理中共中央秘书长               |
| 蔡和森 |                |               | 中共中央宣传部部长兼中央秘书长         |
| 张国焘 |                | 1927年6月     | 中共中央组织部部长兼中央秘书长         |
| 邓中夏 | 1927年6月      | 1927年8月     | 中共中央秘书长                         |
| 李维汉 | 1927年8月      | 1928年6月     | 中共中央秘书长                         |
| 邓小平 | 1927年12月     | 1929年7月     | 中共中央秘书处秘书长                   |
| 周恩来 | 1928年6月      | 1928年10月    | 中共中央组织部部长兼中央秘书长         |
| 李立三 | 1928年10月     |               | 中共中央秘书长                         |
| 余泽鸿 | 1929年7月      | 1930年6月     | 中共中央秘书处秘书长                   |
| 李立三 | 1930年6月      | 1930年9月     | 中共中央秘书长兼中央秘书处秘书长       |
| 黄文容 | 1930年9月      |               | 中共中央秘书处秘书长，未设中央秘书长   |
| 柯庆施 | 1931年6月      | 1933年5月     | 临时中共中央秘书长                     |
| 柯庆施 | 1933年5月      |               | 中共上海中央局秘书长                   |
| 邓颖超 | 1934年1月      | 1935年1月     | 中共中央秘书长                         |
| 邓小平 | 1935年1月      | 1935年12月    | 中共中央秘书长                         |
| 张文彬 | 1935年12月     | 1937年8月     | 中共中央秘书长                         |
| 王首道 | 1935年12月     | 1937年8月     | 中共中央秘书处秘书长                   |
| 刘英   |                |               | 中共中央秘书处秘书长                   |
| 王若飞 | 1937年8月      | 1940年3月     | 中共中央秘书长                         |
| 任弼时 | 1941年9月      | 1950年10月    | 中共中央秘书长，五大书记之一           |
| 邓小平 | 1954年4月27日  | 1956年9月13日 | 中共中央秘书长兼中央组织部部长         |
| 胡耀邦 | 1978年12月25日 | 1980年2月29日 | 中共中央秘书长兼中央宣传部部长         |